# Calesia proxantha
Calesia proxantha är en fjärilsart som beskrevs av George Francis Hampson 1895. Calesia proxantha ingår i släktet Calesia och familjen nattflyn. Inga underarter finns listade i Catalogue of Life.